# Régiment de Nassau
Pour les articles homonymes, voir Régiment de Nassau (homonymie).
Le régiment de Nassau est un régiment d'infanterie allemand au service du royaume de France créé en 1745 sous le nom de régiment de Nassau-Saarbrück, devenu sous la Révolution le 96e régiment d'infanterie de ligne.

## Création et différentes dénominations
- 1er novembre 1745 : création du régiment de Nassau-Saarbrück
- 20 mars 1758 : prend le nom de régiment de Nassau
- 1er janvier 1791 : Tous les régiments prennent un nom composé du nom de leur arme avec un numéro d’ordre donné selon leur ancienneté. Le régiment de Nassau devient le 96e régiment d'infanterie de ligne ci-devant Nassau.

## Colonels et mestres de camp
- 1er novembre 1745 - 20 mars 1758 : prince Guillaume Henri de Nassau-Sarrebrück (colonel propriétaire)
  - 1er novembre 1745 - 18 janvier 1760 : baron Christian de Glaubitz (colonel commandant)
- 20 mars 1758 - 1er janvier 1791  : prince Louis de Nassau-Sarrebrück (colonel propriétaire)
  - 18 janvier 1760 - 10 janvier 1763 : baron François de Zuchmantel (colonel commandant)[1]
  - 10 janvier 1763 - 10 septembre 1769 : baron Charles de Falkenhayn[2] (colonel commandant)
  - 10 septembre 1769 - 18 avril 1776 : baron Jean François Henri de Flachslanden[3] (colonel commandant)
  - 18 avril 1776 - 15 avril 1780 : comte François Ulrich de Chamisso[4] (colonel commandant)
  - 15 avril 1780 - 1er janvier 1784 : baron Jacques Benoît de Reinach[5] (colonel commandant)
  - 1er janvier 1784 - 21 octobre 1791 : comte Hugues d'Hamilton (colonel commandant)
- 21 octobre 1791 : Frédéric Charles de Haack
- 23 novembre 1791 : baron Balthazar de Schawembourg[6]
- 26 octobre 1792 : Henri Thomas de Rewbell[6]

## Historique des garnisons, combats et batailles du régiment

### Régiment de Nassau-Saarbrück
Ce régiment d'infanterie allemande a été levé par le prince Guillaume Henri de Nassau-Sarrebrück en vertu d'une commission du 1er novembre 1745. 
Le prince avait sollicité cette commission pour son fils Louis encore fort jeune, et il obtint un brevet du 4 février 1746 pour commander le corps jusqu'à ce que son fils fût en âge.

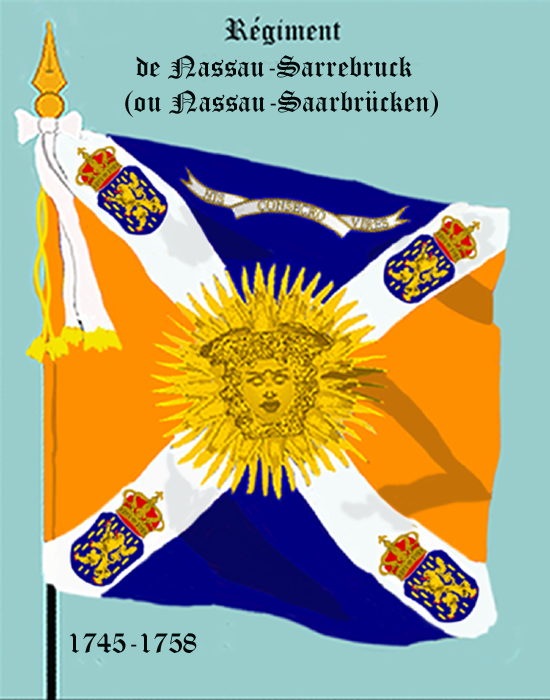
régiment de Nassau-Saarbrück de 1745 à 1758
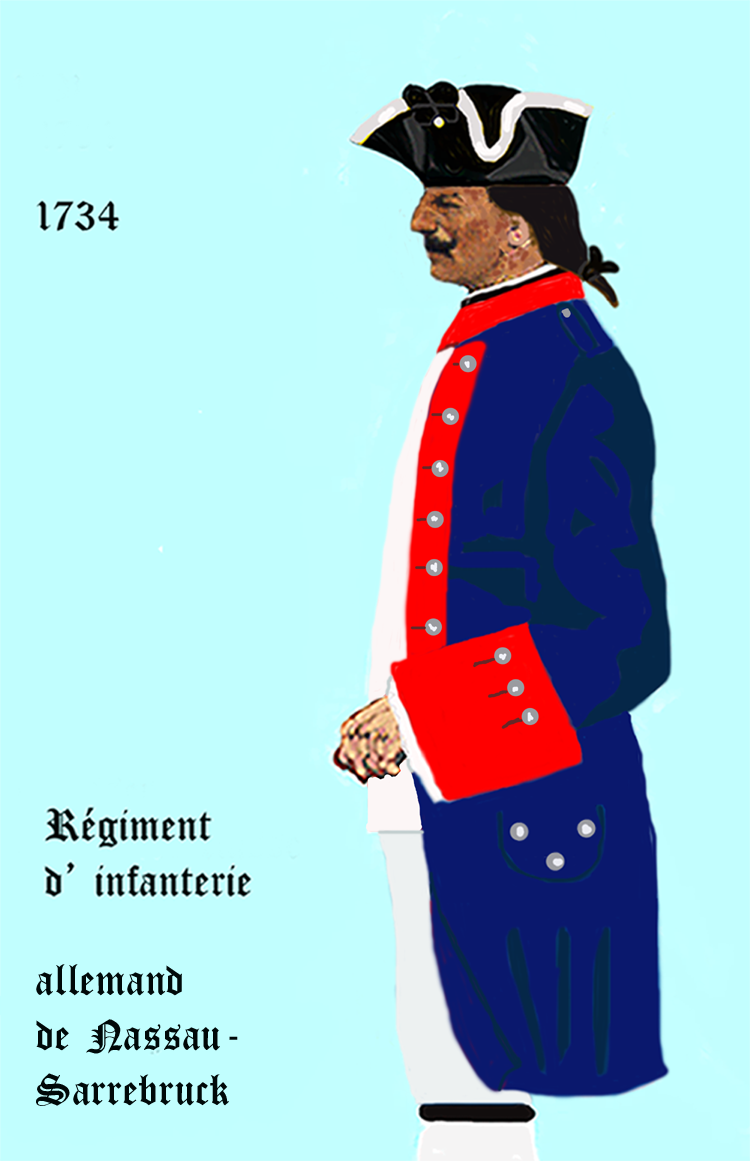
de 1745 à 1762

#### Guerre de Succession d'Autriche
Le régiment de Nassau-Saarbrück débuta en 1746, durant la guerre de Succession d'Autriche, aux sièges de Mons et de Charleroi. Il couvrit les opérations de celui de Namur et se trouva à la bataille de Rocoux.
II assista, le 1er juillet 1747, à la bataille de Lawfeld, et fut augmenté d'un 3e bataillon par ordre de ce même jour. 
En 1748, il était devant Maastricht avec le régiment d'Alsace.
 
Après le second traité d'Aix-la-Chapelle mettant fin à la guerre, une ordonnance du 1er février 1749 le réduisit à deux bataillons.

#### Guerre de Sept Ans
En 1757, dans le cadre de la guerre de Sept Ans, le régiment est désigné pour l'armée d'Allemagne. Il arrive à Cologne à la fin d'avril, combat à Hastenbeck, passe dans le Hanovre avec le maréchal de Richelieu, contribue à la prise de Minden et de Hanovre et fait partie des expéditions dirigées sur Closterseven et Zell. 
Revenu sur le Rhin au commencement de 1758, il s'arrête à Cologne, où il est incorporé, par ordonnance du 20 mars, avec le régiment de Nassau-Usinghen. Celui-ci, qui avait aussi été créé le 1er novembre 1745, mais qui avait le pas, forme le 1er bataillon du nouveau corps, dont le commandement est remis au prince Louis de Nassau-Sarrebrück, et qui prend le titre de régiment de Nassau.

### Régiment de Nassau

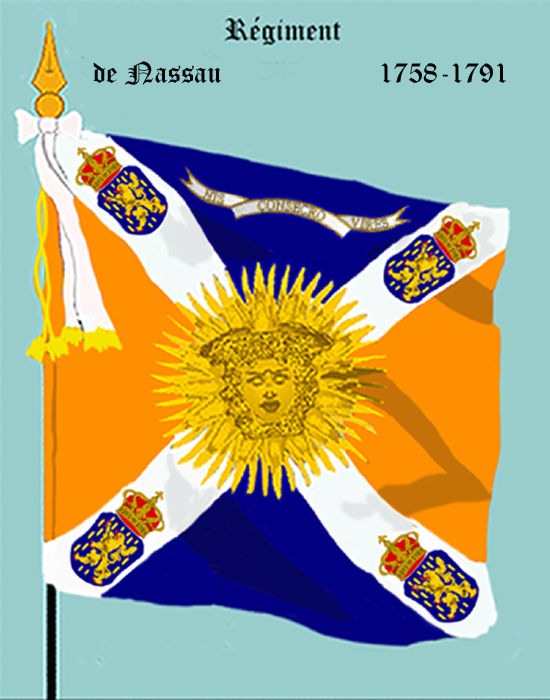
Régiment de Nassau de 1758 à 1791.

#### Guerre de Sept Ans
Le régiment de Nassau demeure à Cologne pendant toute la campagne de 1758. 
L'année suivante, il assiste à la bataille de Bergen dans les rangs de la réserve.
Porté à trois bataillons le 18 janvier 1760 par l'incorporation du régiment allemand de Saint-Germain, il fait la campagne de Hesse, participe à la bataille de Corbach (10 juillet 1760), aux  combats sous Cassel (31 juillet 1760) et de Dransfeld (19 septembre 1760) avant de prendre ses quartiers d'hiver à Ziegenhain. 
Assiégé du 7 mars au 25 mars 1761 dans cette ville, que les Alliés détruisent presque avec des boulets rouges, il s'y maintient pendant trois semaines et donne le temps au maréchal de Broglie d'envoyer à son secours. Sa valeur est couronnée d'un plein succès, l'ennemi décampe le 25 février.
Le régiment de Nassau se distingue encore cette année à Villinghausen (15 juillet 1761). Il y fait partie de la brigade d'avant-garde et s'empare de trois bouches à feu. Le colonel-commandant baron de Zugmantel est cité pour sa belle conduite. Le lieutenant-colonel Oëh mérite la même distinction pour le combat d'Osterode livré le 2 septembre. Le régiment effectue le 13 novembre 1761 le passage de la Rhume.
En 1762, le régiment sert à l'affaire de Wilhemstahl (24 juin 1762) et à la défense de Cassel qui capitule le 1er novembre. Il rentre alors en France et est réduit à deux bataillons le 21 décembre.

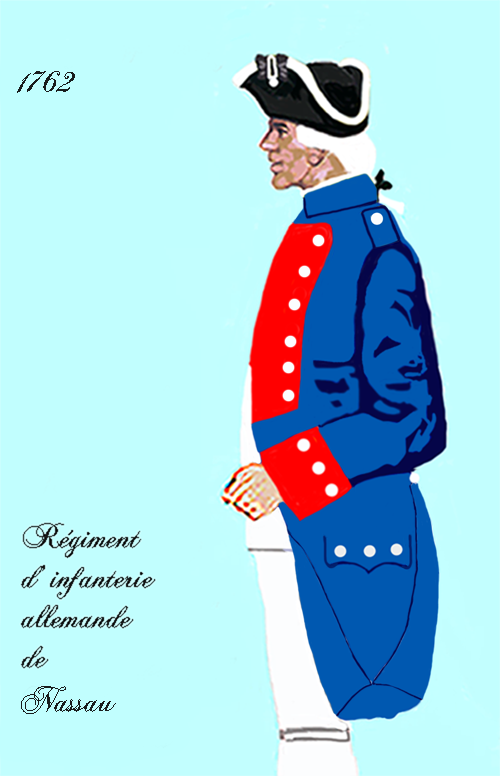
régiment de Nassau de 1762 à 1767

#### Période de paix
A la paix, le régiment de Nassau est mis en garnison à Metz, il se rend à Lille en novembre 1764, à Dunkerque en octobre 1765, au Fort-Louis en octobre 1766, au camp de Compiègne en juillet 1769, à Thionville et Longwy en août 1769, à Saarlouis en novembre 1769, au Quesnoy et Condé-sur-l'Escaut en décembre 1770, à Schlestadt en juin 1771, à Neufbrisach en octobre 1771, à Toulon en septembre 1773 et à Ajaccio le 2 octobre de la même année. 

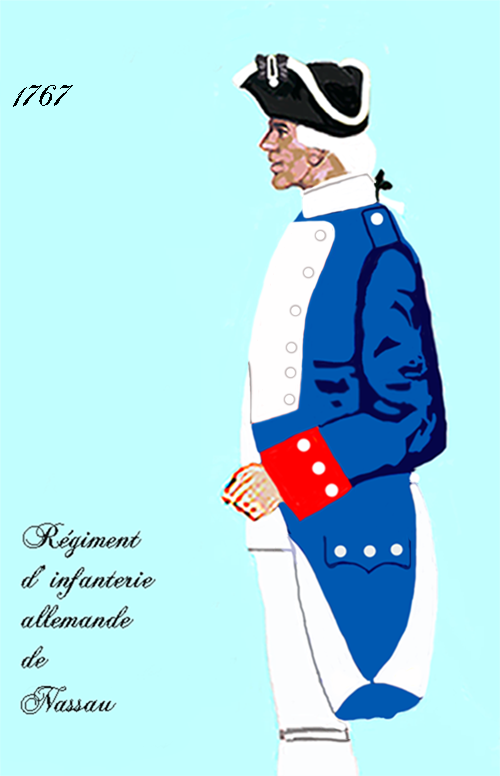
Régiment de Nassau de 1767 à 1776
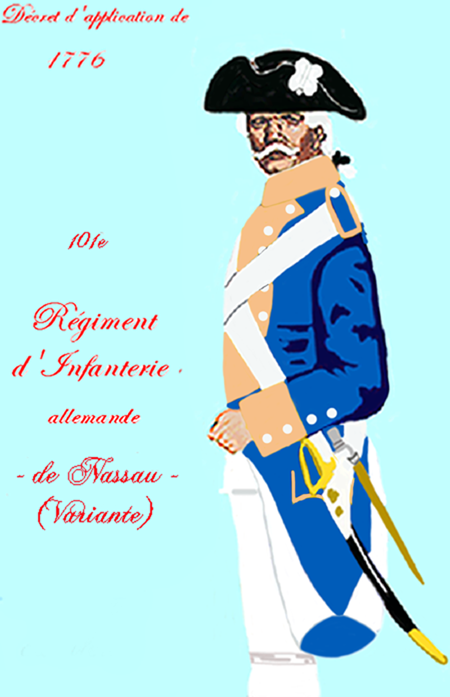
Régiment de Nassau de 1776 à 1779
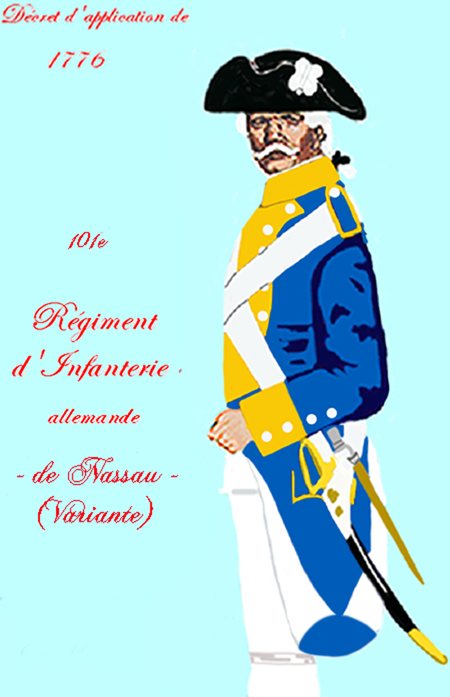
Régiment de Nassau de 1776 à 1779, variante
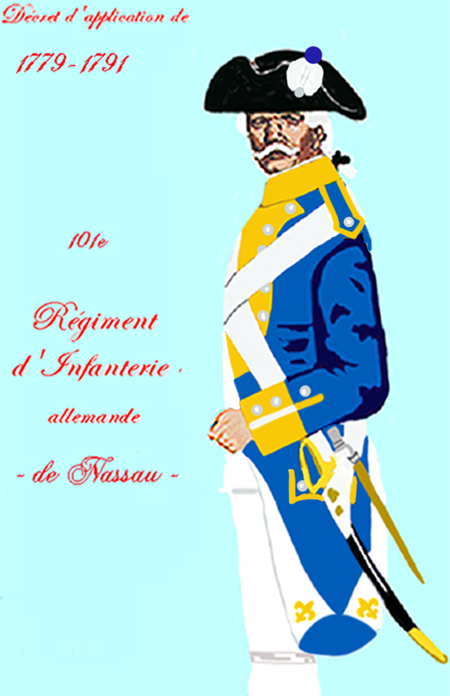
Régiment de Nassau de 1779 à 1791

Débarqué à Toulon le 26 juin 1776, il fut delà à Schlestadt au mois d'août de la même année, au Quesnoy et Condé-sur-l'Escaut en avril 1778, à Saarlouis en mai 1780, au Fort-Louis en novembre 1781, à Metz en mars 1782 et à Saint-Claude en juin 1782, pendant les troubles de Genève. Il est allé ensuite à Besançon en mai 1783, à Huningue en octobre 1783, à Saarlouis en octobre 1784 et à Metz en avril 1788.

#### Révolution française
Pendant la Révolution française, en juillet 1789, il fut mandé aux environs de Paris et s'établit à Choisy-le-Roi. Le 9 juillet, on l'appela à Versailles avec le régiment de Bouillon, et ces deux corps étrangers demeurèrent plusieurs jours cachés dans l'orangerie. Après la prise de la Bastille, le régiment de Nassau retourna à Metz, d'où il détacha son 2e bataillon à Verdun au mois de novembre. 
En juin 1790, le régiment tout entier fut établi à Thionville.

### 96erégiment d'infanterie de ligne ci-devant Nassau

#### Révolution française
L'ordonnance du 1er janvier 1791 fait disparaître les diverses dénominations, et les corps d'infanterie ne sont désormais plus désignés que par le numéro du rang qu'ils occupaient entre eux. Ainsi, 101 régiments sont renommés. Les régiments sont toutefois largement désignés avec le terme ci-devant, comme 96e régiment d'infanterie ci-devant Nassau.
En juin 1791, au moment où Louis XVI se résolut à quitter la France, le régiment de Nassau, sur lequel M. de Bouillé pensait pouvoir compter, sortit de Thionville le 18 juin avec l'ordre de se rendre à Sedan, et fut arrêté en route à Montmédy par où le roi devait sortir du territoire français. Le 22 juin, le 2e bataillon fut distribué par détachements sur la route par laquelle les fugitifs devaient arriver. Le roi ayant été arrêté à Varennes, ces détachements rentrèrent à Montmédy, mais le colonel-commandant Hugues d'Hamilton avait disparu. Cette même année
Ces diverses circonstances, dans lesquelles cependant le régiment n'avait joué qu'un rôle passif, jetèrent sur le régiment de Nassau une grande défaveur. Envoyé quelque temps après à Sedan, les habitants refusent de le recevoir. Dirigé sur Thionville, quand il se présente aux portes, le pont-levis est levé. À Saarlouis, la ville menace de le mitrailler, s'il approche à la portée des canons. 
Le régiment repoussé de Saarlouis et passant par Metz, fut arrêté dans cette ville par l'autorité, qui s'y trouvait assez forte pour ne pas craindre les effets de la mauvaise humeur des habitants. Mais des querelles graves surgirent aussitôt entre les soldats de Nassau et ceux des autres corps de la garnison. Un duel entre un grenadier de Nassau et un grenadier de Condé, dans lequel ce dernier fut tué, amena une rixe qui faillit dégénérer en bataille générale. Il fallut donner au régiment de Nassau l'ordre de partir à l'instant pour
Toul. En ce moment, quatre ou cinq cents hommes, fatigués de la répulsion qui s'était attachée au nom de régiment de Nassau, sortent des rangs, arrachent leurs boutons, déchirent leurs retroussis et tout ce qui rappelle le titre étranger du corps, et déclarent qu'ils sont français, et qu'ils veulent servir comme français.
Ils remettent leurs armes pour qu'on ne les soupçonne pas de mauvais desseins et restent à Metz. Le reste du corps se met en route, et ne traverse Pont-à-Mousson, le 14 juillet, qu'en renouvelant le serment civique, et parvient à grand'peine à se faire recevoir à Toul.
Ce fut à la suite de ces évènements  que l'Assemblée nationale rendit le 21 juillet le décret suivant :
« Le 96e régiment d'infanterie, ci-devant Nassau, et tous ceux ci-devant désignés sous le nom de régiments d'infanterie allemande, irlandaise et liégeoise, font partie de l'infanterie française. En conséquence, ils ne font avec elle qu'une seule et même arme ; ils prendront l'uniforme français, suivront la même discipline que les troupes françaises, et, à compter du 1er de ce mois, ils seront traités de la même manière, relativement à la solde, aux appointements et à la fixation des différentes masses ».
Cette mesure apaisa tout. Les dissidents rejoignirent le corps, et celui-ci se mit en route au mois d'août pour Besançon.

#### Guerres de la Révolution française
En 1792, le régiment fut appelé à Strasbourg. 
1er bataillon
Le 1er bataillon fit partie de l'armée de Custine, qu'il quitta au mois de septembre pour passer à l'armée du Centre. Ce bataillon fit des prodiges de valeur, les 14 et 15 décembre, à l'attaque de Consarbrück et de Pellingen.
Le 4 avril 1793, au combat de Herdt, ce même bataillon, que l'on citait dans l'armée comme un modèle, fut en grande partie détruit, après avoir longtemps arrêté la marche de l'ennemi. Les Prussiens portèrent la gloire de ce bataillon à son comble, en massacrant les prisonniers, tant ils redoutaient de les retrouver devant eux. Les débris du 1er bataillon de Nassau sont entrés, le 26 mars 1794, dans la 173e demi-brigade de première formation.
2e bataillon
Le 2e bataillon, qui avait contribué, au commencement de 1793, à l'occupation du pays de Porrentruy, était ensuite passé à l'armée du Nord, et avait été amalgamé, le 26 octobre 1793, dans la 174e demi-brigade de première formation.
Ainsi disparaît pour toujours le 96e régiment d'infanterie ci-devant Nassau, partageant le sort de tous ces  régiments qui depuis deux siècles avaient défendu si intrépidement la patrie contre toutes les coalitions.

## Drapeau et uniforme
Drapeau
Le régiment de Nassau avait eu jusqu'à dix-huit drapeaux. Le drapeau blanc colonel portait dans son centre les écussons réunis de France et de Navarre, et au-dessus cette devise : « His consecro vires ». Les drapeaux d'ordonnance étaient partagés en quatre triangles par une croix blanche oblique ou de Saint-André. Au milieu de la croix, il y avait un soleil d'or, et à l'extrémité de chaque branche, remplissant toute sa largeur, se trouvait l'écusson couronné de Nassau, au lion d'or passant sur un champ d'azur. Les triangles supérieur et inférieur étaient bleu céleste ; le supérieur portait sur un ruban blanc la devise : « Nec pluribus impar », en lettres noires. Les deux triangles latéraux étaient de couleur orange.
Uniforme
Le premier uniforme que porta le régiment Nassau était ainsi composé : habit bleu, avec boutons et bouton nières blancs, collet, parements et petits revers à la prussienne, de couleur paille; veste et culotte rouges; boutonnières blanches sur la veste; galon de chapeau blanc ; poches ordinaires, garnies de trois boutons, autant sur la manche. À l'époque de la guerre de Sept Ans, les revers et parements étaient rouges, avec un nœud ou aiguillette de fil blanc sur l'épaule droite, et la veste et la culotte étaient blanches. En 1768, parements, collet, revers, veste , culotte et boutons, tout était blanc, sauf le fond de l'habit, qui restait bleu. Le règlement de 1776 lui donna le collet, les revers et les parements roses, qu'il a portés jusqu'en 1779. 1776 lui donna le collet, les revers et les parements roses, qu'il a portés jusqu'en 1779.

## Personnalités ayant servi régiment
- Paul Grenier entré dans le régiment de Nassau comme soldat en 1784.